# Малі Горки (Нижньогородська область)
Малі Горки (рос. Малые Горки) — присілок в Бутурлинському районі Нижньогородської області Російської Федерації.
Населення становить 8 осіб. Входить до складу муніципального утворення Ягубовська сільрада.

## Історія
Від 2009 року входить до складу муніципального утворення Ягубовська сільрада.

## Населення
| 2002 | 2010 |
| ---- | ---- |
| 7    | ↗8   |